# Castelo Imperial
GRES Castelo Imperial é uma escola de samba de Macaé, RJ. Uma das escolas mais tradicionais da cidade, foi campeã em 2011.

## História
Fundada no início da década de 2000, a escola foi campeã em 2006 com um enredo que abordava os sonhos de uma criança.
No ano de 2008, a escola Castelo Imperial homenageou o carnavalesco Jorginho de Paula, considerado um dos maiores nomes do carnaval macaense.
Em 2009, a escola apresentou um enredo com temática ambiental, tendo como objeto principal o Amazonas.
No ano de 2011, a escola sagrou-se novamente campeã do Grupo Especial, ao conquistar 199,8 pontos. em 2013, desceu para o grupo de acesso.

## Carnavais
| 2006 | Campeã      | Especial | Sou Castelo Imperial, sou Raça, sou Dor. No meu Sonho de menino trago uma Esperança: ser um dia Vencedor | [ 5 ] |
| 2007 |             | Especial | |       |
| 2008 |             | Especial | |       |
| 2009 | 4º lugar    | Especial | Mãe terra, Amazonas santuário da vida                                                                    | [ 6 ] |
| 2010 |             | Especial | Da serra ao mar, do mar ao petróleo, do petróleo ao samba                                                |       |
| 2011 | Campeã      | Especial | Força Divina; Salve Jorge - Guerreiro da Fé                                                              | [ 7 ] |
| 2012 | Vice-campeã | Especial | De janeiro a janeiro no Castelo é festa o ano inteiro”                                                   | [ 8 ] |
| 2013 |             | Especial | Da serra ao mar, do mar ao petróleo, do petróleo ao samba                                                |       |
| 2014 |             | Acesso   | |       |